# Sniper: Ghost Warrior 3
Sniper: Ghost Warrior 3 est un jeu vidéo de tir à la première personne développé et édité par CI Games, sur Windows, PlayStation 4 et Xbox One. Il est le troisième épisode de la saga Sniper: Ghost Warrior, mais n'a aucun lien scénaristique avec ses prédécesseurs. 
Après plusieurs retards, il est sorti le 25 avril 2017.

## Synopsis

### Aventure principale
Jon North, sniper des Marines, est infiltré en Géorgie afin de neutraliser les leaders séparatistes qui menacent l'unité du pays. Disposant d'un équipement, d'un armement et d'une organisation pour le moins inhabituels pour ce type de mouvement, il apparaît clair qu'ils sont soutenus en sous-main par une puissance étrangère qui reste à identifier. La quête de Jon North est également plus personnelle puisque les dernières écoutes des services de renseignements ont permis d'émettre l'hypothèse que son frère Robert, disparu lors d'une mission à la frontière russo-ukrainienne deux ans plus tôt, se trouverait dans la région. Jon voit ainsi dans sa mission une occasion de le ramener. 
Il pourra compter sur l'agent de renseignements Frank Simms qui lui fournira de nombreuses informations et supervisera sa mission, ainsi que sur une opératrice recrutée pour l'occasion : Lydia Jorjadze, mercenaire et ex-membre du SFB géorgien. Un troisième élément va également rejoindre North dans sa croisade en la personne de Raquel Shein, agent du Mossad à la poursuite de Sergei Flostov, un scientifique vendant ses services au plus offrant et qui a été localisé en Géorgie. 
D'après les informations des Israéliens, Flostov œuvrerait pour le compte des séparatistes sans que l'on ne connaisse la nature de ses travaux.  
Alors que l’équipe progresse dans son enquête, elle est confrontée à un mystérieux sniper se faisant appeler Armazi.  
D'après les quelques renseignements dont dispose Frank Sims, Armazi appartient à une unité encore non identifiée, mais distincte des séparatistes. Particulièrement bien entraînés et dotés d'un armement à la pointe de la technologie, ces hommes terrorisent la région. L'identité même d'Armazi reste un mystère entouré de rumeurs : certains affirment qu'il s'agit d'un cyborg alors que d'autres y voient la réincarnation de Mithra, un ancien dieu païen.  
Pour Jon North, il est clair que seul Armazi peut le mener à son frère.

### La Fuite de Lydia
Première extension majeure du jeu, disponible gratuitement avec le season pass, La Fuite de Lydia raconte des événements se situant avant la campagne principale du jeu. 
Le joueur y incarne Lydia qui est poursuivie par ses anciens collègues du SFB, les forces spéciales géorgiennes. Emprisonnée pour avoir assassiné le général Boris Rokva qui avait tenté de l'agresser, elle est transférée, grâce aux relations d'Awas Goridze, le chef de la pègre locale, dans une prison de haute sécurité de Tbilissi. Pendant le transport, elle est libérée mais tout ne se passe pas comme prévu. Elle est poursuivie par les soldats géorgiens, mais surtout par le fils de Rokva qui veut venger la mort de son père.
L'extension comporte deux missions.
Lors de la première, Lydia doit aller récupérer des informations indiquant la localisation de Rokva, ce qui va l'obliger à s'infiltrer dans un village occupé par les hommes du SFB. La dernière mission consistera à gagner un point d'observation - en évitant ou éliminant les gardes présents - afin de se mettre en position de tir pour abattre Rokva.
Le gameplay est identique à celui du jeu principal, mais les cartes y sont plus restreintes et il n'y a pas le système de planques qui permet au joueur de se ravitailler. Lydia possède trois armes : un pistolet M1984 (un Colt 1911A1), un fusil d'assaut Galeforce Long (le Galil Ace 7.62) équipé d'un viseur laser et le fusil de précision Vykop (VKS Vychlop).

### Sabotage
Fin août 2017, CI Games annonce le lancement d'une deuxième extension, baptisée Sabotage. Sorti le 5 septembre 2017, cette préquelle, est centrée sur Robert North.  
Enlevé par la 23 Society lors d'une mission, Robert est progressivement manipulé par Sergei Flostov.   
En déroute depuis la puissante contre-offensive de l'armée géorgienne appuyée par des hommes de la société militaire privée américaine ODIN, les séparatistes ont cruellement besoin de l'aide de la 23 Society. Robert North va ainsi affronter le 1er Bataillon de la 6e Brigade géorgienne du général Otar Leonidze, dont les hommes sont mieux mieux connus sous le surnom de Léopards du Caucase pour permettre aux rebelles de reprendre l'avantage sur le terrain.  
A mesure qu'il abat la sale besogne de Flostov, Robert subit les manipulations mentales du scientifiques russo-israélien qui vont progressivement l'amener à devenir Armazi. 
Cette extension propose une nouvelle carte comprenant cinq missions ainsi qu'une nouvelle arme : le fusil de sniper d'Armazi, développé par la 23 Society. 
Contrairement à La Fuite de Lydia, le joueur a la possibilité de revenir à sa planque pour s'équiper et sélectionner sa mission comme dans l'aventure principale. 
Cette extension permet également de découvrir Mila North, la femme de Robert.  
A noter que la difficulté générale de cette extension est plus élevée que celle du jeu principal : les ennemis sont plus agressifs et tirent plus précisément.   

## Système de jeu

### Généralités
Ce troisième épisode rompt avec le principe de ses prédécesseurs, puisque CI Games a opté pour le principe d'un univers en monde ouvert. Ce monde est composé de quatre cartes offrant chacune un environnement différent : une ville minière, des montagnes enneigées, une zone villageoise et une région logée le long d'un grand barrage hydraulique.  
Ce monde permet au joueur d'explorer une vaste zone et d'y remplir de nombreux objectifs secondaires en plus de la quête principale. Il peut s'agir de missions secondaires (aller libérer des otages, dérober des fournitures…), mais aussi abattre une cible prioritaire qui sont constituées de commandants rebelles particulièrement dangereux. 
Le joueur a la possibilité de choisir entre trois approche pour accomplir ses missions : sniper, infiltration ou assaut. Un drone peut également être utilisé pour reconnaître la zone de mission avant de passer à l'action. Le joueur peut également utiliser des véhicules pour se déplacer, ce que ne permettaient pas les deux précédents épisodes de la série. 
Au fil de ses missions, le joueur débloque des armes qui viennent s'ajouter à son inventaire. Il est ensuite possible de les modifier (changement de lunettes de visée, montage d'un silencieux...), mais aussi de fabriquer ses propres munitions (balles classiques, explosives, subsoniques...). Le joueur peut s'équiper au début de chaque mission en regagnant sa « planque ».  
C'est également depuis sa planque que le joueur sélectionne ses missions.

### Armes
Avec ce troisième épisode, CI Games rompt avec le principe des deux premiers volets où l'armement était imposé en début de mission, sans possibilité d'en changer.
Dans Sniper Ghost Warrior 3, un arsenal comprenant une trentaine d'armes à feu est disponible, dont seule une toute petite partie est accessible au début du jeu. C'est au joueur de débloquer le reste, que ce soit en accomplissant des missions spécifiques, en les trouvant dans la nature ou en les récupérant sur les cadavres des ennemis. Certaines armes doivent également être achetée avec l'argent récupéré en accomplissant les différentes missions ou en dévalisant le corps des ennemis.
L'arsenal comprend plusieurs catégories : armes de poing, fusils à pompe, fusils d'assaut (ou battle rifle), mitrailleuse légère et, enfin, fusils de précision. 
Les armes obtenues peuvent être configurées avec l'ajout de divers accessoires : silencieux, optiques de visée, chargeurs de grande capacité... 
Les armes n'apparaissent pas sous leur vrai nom, mais un nom original. Par exemple, le Izhmash SV-98 est appelé Stronskly S98, le Brugger & Thomet APR devient le BMT-03 et le Radom MSBS est l'Archer AR15. Seul le McMillan TAC-338A (compris dans le season pass) garde sa véritable dénomination dans le jeu. 

## Multijoueurs
Sorti initialement sans mode multijoueurs, Sniper Ghost Warrior 3 est uniquement jouable en solo, le temps de permettre à l'équipe de développement de le finaliser
Le 21 décembre 2017, CI Games annonce sur Steam que le multijoueurs sera disponible le 26 janvier 2018.
Trois modes de jeu sont disponibles : Chasseurs de primes qui mettra l'accent sur la capacité de survie du joueur ; Tireur d'élite qui requerra de bons réflexes, et enfin un match à mort par équipe, plus classique. Tout ceci se déroulera dans un premier temps sur six cartes, dont deux exclusives aux joueurs qui auront commandé le season pass lors du lancement du jeu. 

## Développement
Le projet du jeu est lancé le 16 décembre 2014 avec pour objectif de proposer « la meilleure expérience de sniping sur PC et console next-gen ».
Les premières vidéos montrant le gameplay du jeu sont ensuite présentée lors de l'E3 2015, qui s'est tenu du 16 au 18 juin 2015.
Par rapport à ses prédécesseurs le jeu bénéficie d'un budget de développement en nette hausse, le but des développeurs étant d'atteindre les standards des productions AAA.[réf. nécessaire]
Le studio a confié le développement du jeu à Paul B. Robinson, un ex-militaire ayant une expérience de 20 ans dans le développement des jeux vidéo.[réf. souhaitée] Les développeurs ont signalé que le travail effectué sur Sniper: Ghost Warrior 2 a posé les fondations du travail sur son successeur.
Fin juin 2017, après la sortie du jeu, Marek Tymiñski, chef du studio de développement, confiait aux journalistes que le projet Sniper Ghost Warrior 3 était trop ambitieux au regard des moyens dont il disposait . Selon lui, essayer de rivaliser avec les grosses productions et avoir opté pour un open-world était irréalisable compte tenu de la taille du studio et du temps disponible. Le chef du studio parle ainsi d'une « grosse erreur ».
Un "aveux" qui répond aux nombreuses critiques qui ont pointé les défauts techniques du jeu.

## Accueil
Contrairement à son prédécesseur, largement critiqué  (problèmes d'IA, bugs graphiques, progression ultra scriptée et linéaire, durée de vie limitée, multijoueurs sans grand intérêt...), Sniper Ghost Warrior 3 reçoit un accueil critique globalement correct lors de sa sortie. La plupart des tests indiquent ainsi une nette progression de la qualité du titre, avec notamment une aventure laissant une plus grande liberté au joueur, une durée de vie nettement plus longue, une qualité graphique en nette hausse et une ambiance de jeu plutôt réussie. 
Néanmoins, le jeu n'est pas exempt de défauts. Il souffre ainsi toujours de sérieux problèmes d'optimisation, de temps de chargement extrêmement longs (particulièrement sur PlayStation 4) et des bugs subsistent (pertes de sauvegardes, IA, plantage du jeu en cours de partie...). 
Le développeur a ainsi lancé diverses mises à jour pour corriger les problèmes apparus, mais des bugs subsistent. 
Le jeu a également été lancé sans mode multijoueurs, celui-ci devant être implémenté par la suite. 
Après des débuts difficiles, liés aux problèmes techniques affectant le jeu, Sniper Ghost Warrior 3 finit par atteindre le million d'exemplaires vendus dans le monde tous supports confondus.
En août 2018, CI Games annonce le développement de Sniper Ghost Warrior : Contracts. 
Le nouvel épisode de la saga tourne clairement le dos à Sniper Ghost Warrior 3.  « Contracts sera plus concentré sur le gameplay émergent et le design des missions, qui ne se dérouleront pas dans un monde ouvert. L'expérience sera plus tactique, plus condensée avec une forte rejouabilité, aussi bien en solo que dans les modes multijoueurs » annonça Marek Tymiński, le directeur général de CI Games.